# Landos
Landos è un comune francese di 928 abitanti situato nel dipartimento dell'Alta Loira della regione dell'Alvernia-Rodano-Alpi. È attraversato dal Cammino di Stevenson.

## Società

### Evoluzione demografica
Abitanti censiti